# Route nationale 54 (Belgique)
Pour les articles homonymes, voir Route nationale 54.
La route nationale 54 est une route nationale de Belgique qui relie Charleroi à la frontière française vers Maubeuge.
Même si le plan initial visait à relier ces deux villes, la construction de la route fut arrêtée entre Erquelinnes et Lobbes ce qui signifie que l'on fait face à deux sections distinctes. Le premier, inauguré en 1987, relie le ring de Charleroi à la route nationale 59 à Lobbes sur 4 kilomètres tandis que le second relie la frontière française à la route nationale 40 à Erquelinnes. La construction du « chaînon manquant » entre les deux tronçons, d'une quinzaine de kilomètres environ, a été remis sur la table au Gouvernement wallon en décembre 2010. Mais, à ce jour, la route est toujours inachevée.

## Description du tracé

### Communes sur le parcours
- Région wallonne
  -  Province de Hainaut
    - Fontaine-l'Évêque
    - Anderlues
    - Lobbes
    - (Binche)
    - (Merbes-le-Château)
    - Erquelinnes

## Statistiques de fréquentation
| BK   | Début       | Fin                 | Trafic moyen journalier (6h–22h, en milliers) | Trafic moyen journalier (6h–22h, en milliers) | Trafic moyen journalier (6h–22h, en milliers) | Trafic moyen journalier (6h–22h, en milliers) | Trafic moyen journalier (6h–22h, en milliers) | Trafic moyen journalier (6h–22h, en milliers) | Trafic moyen journalier (6h–22h, en milliers) |
| BK   | Début       | Fin                 | 1985                                          | 1990                                          | 1995                                          | 2000                                          | 2005                                          | 2010                                          | 2015                                          |
| ---- | ----------- | ------------------- | --------------------------------------------- | --------------------------------------------- | --------------------------------------------- | --------------------------------------------- | --------------------------------------------- | --------------------------------------------- | --------------------------------------------- |
| 20,5 | Erquelinnes | Frontière française | 2,0                                           | 2,1                                           | 2,2                                           | 2,3                                           | 2,9                                           | –                                             | –                                             |